# قرار مجلس الأمن التابع للأمم المتحدة رقم 1579
قرار مجلس الأمن التابع للأمم المتحدة 1579 ، المتخذ بالإجماع في 21 كانون الأول / ديسمبر 2004 ، بعد التذكير بجميع القرارات السابقة بشأن الحالة في ليبريا ، ومدد المجلس الجزاءات المفروضة على الأسلحة والأخشاب والسفر على البلد لمدة اثني عشر شهرا وحظر الماس لمدة ستة أشهر.

## القرار

### أعمال
وبموجب الفصل السابع من ميثاق الأمم المتحدة، قرر المجلس تجديد العقوبات المفروضة على ليبريا فيما يتعلق بالأسلحة والأخشاب والماس والسفر، مع التأكيد على أنه سيرفع التدابير بمجرد استيفاء الحكومة الانتقالية لشروطها، بما في ذلك إصدار شهادة نظام الأصل . وستظل العقوبات المالية المفروضة على تشارلز تيلور بموجب القرار 1532 (2004) سارية، وتم تذكير جميع الدول بتنفيذ جميع العقوبات.
وفي غضون ذلك، أعيد تشكيل لجنة خبراء مؤلفة من خمسة أعضاء تم تعيينها بموجب القرار 1549 (2004) من قبل الأمين العام كوفي عنان حتى 21 يونيو 2005 ، لرصد تنفيذ وتأثير العقوبات. وسيقدم الفريق تقريرا عما إذا كانت ليبيريا قد استوفت الشروط الخاصة برفع العقوبات. وبطريقة مماثلة، سيقدم الأمين العام تقريرا عن التقدم المحرز نحو رفع العقوبات من خلال المشاورات مع الحكومة الانتقالية، وبعثة الأمم المتحدة في ليبريا، والجماعة الاقتصادية لدول غرب أفريقيا .

## روابط خارجية
- نص القرار في undocs.org